# Низшие Лубянки
Низшие Лубянки (укр. Нижчі Луб'янки) — село в Збаражской городской общине Тернопольского района Тернопольской области Украины.
Код КОАТУУ — 6122486701. Население по переписи 2001 года составляло 1451 человек. Население по данным 2023 года составляло ↘1810 человек.
До 2020 года входило в Збаражский район.

## Географическое положение
Село Низшие Лубянки находится на берегу безымянной речушки, которая через 1 км впадает в реку Гнезна Гнилая,
выше по течению примыкает село Высшие Лубянки.
На расстоянии в 1,5 км расположен город Збараж.
Через село проходят автомобильные дороги Р-43 и Т-2010.

## История
- 1463 год — дата основания.

## Объекты социальной сферы
- Школа.
- Детский сад.
- Дом культуры.
- Фельдшерско-акушерский пункт.

## Достопримечательности
- Братская могила советских воинов.